# ديفيد ك. بارتون
ديفيد ك. بارتون (بالإنجليزية: David Knox Barton)‏ هو مهندس أمريكي، ولد في 1927 في غرينيتش في الولايات المتحدة.